# Patricia Neal

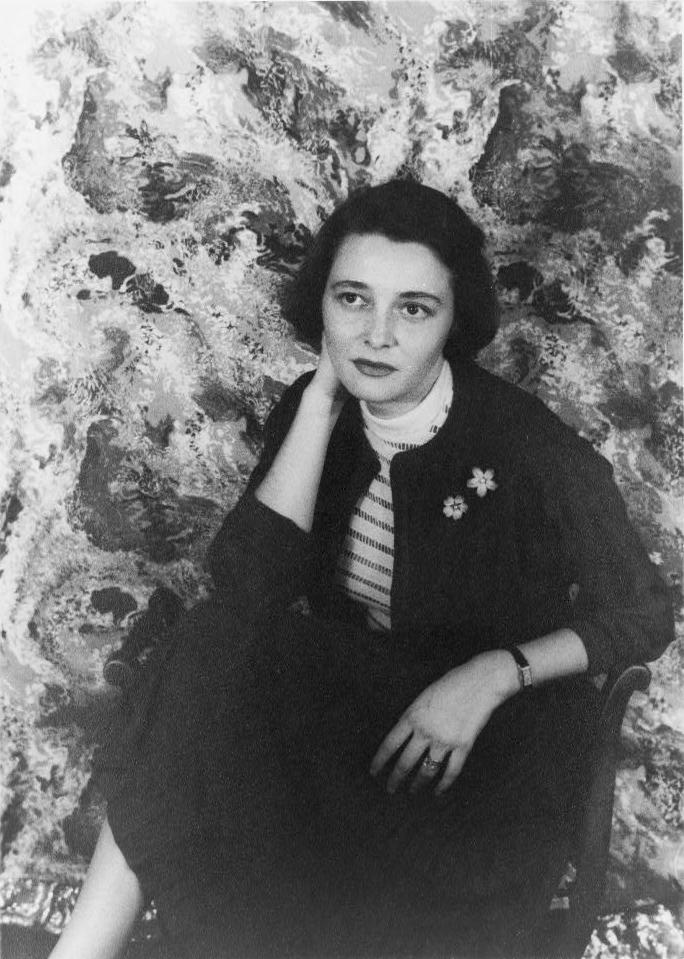
Patricia Neal.

Patricia Neal (Packard, Kentucky, 20 de enero de 1926-Edgartown, Massachusetts, 8 de agosto de 2010) fue una actriz estadounidense poseedora de una voz grave y ojos negros que la distinguieron particularmente; fue ganadora y nominada para los Premios Óscar, Premio Tony, Globo de Oro y BAFTA.

## Biografía[2]
Su padre, William Burdette "Coot" Neal, era del sur de Virginia, donde su familia tenía una plantación de tabaco. Su madre, Eura Mildred Patrey, era de Packard, donde su padre era el médico del pueblo. Nacida Patsy Louise Neal, cursó estudios en Knoxville y estudió teatro en la Universidad del Noroeste en Illinois. Se mudó a Nueva York donde trabajó como modelo y debutó en Broadway en la producción Voice of the Turtle de John van Truten reemplazando a Vivian Vance.
En 1946 triunfa como Regina en Another part of the forest de Lillian Hellman que le valió un premio Tony de teatro, los críticos la hallaron una «nueva Tallulah Bankhead».
En 1949 debutó en el cine interpretando junto a Ronald Reagan John Loves Mary. Ese mismo año protagonizó junto a Gary Cooper la película El manantial. Cooper y Neal habían iniciado un romance dos años atrás. El idilio salió a la luz a raíz de la película. La prensa de la época cargó contra la actriz que decidió romper la relación. La ruptura supuso una crisis emocional para Neal, máxime cuando abortó el hijo de ambos provocándole una depresión clínica.
Participó en 1951 en el clásico de la década de 1950 titulada The Day the Earth Stood Still, junto a Michael Rennie, Hugh Marlowe y Sam Jaffe.
En 1952, la actriz conoció en una fiesta en casa de Hellman (Neal estaba actuando en su obra The Children's Hour) al gran escritor británico Roald Dahl, con el que contrajo matrimonio el 2 de julio de 1953. Se mudaron a Inglaterra y tuvieron cinco hijos. Las continuas maternidades hicieron que en la década de los años 50 la actriz se mantuviera bastante apartada de la pantalla.

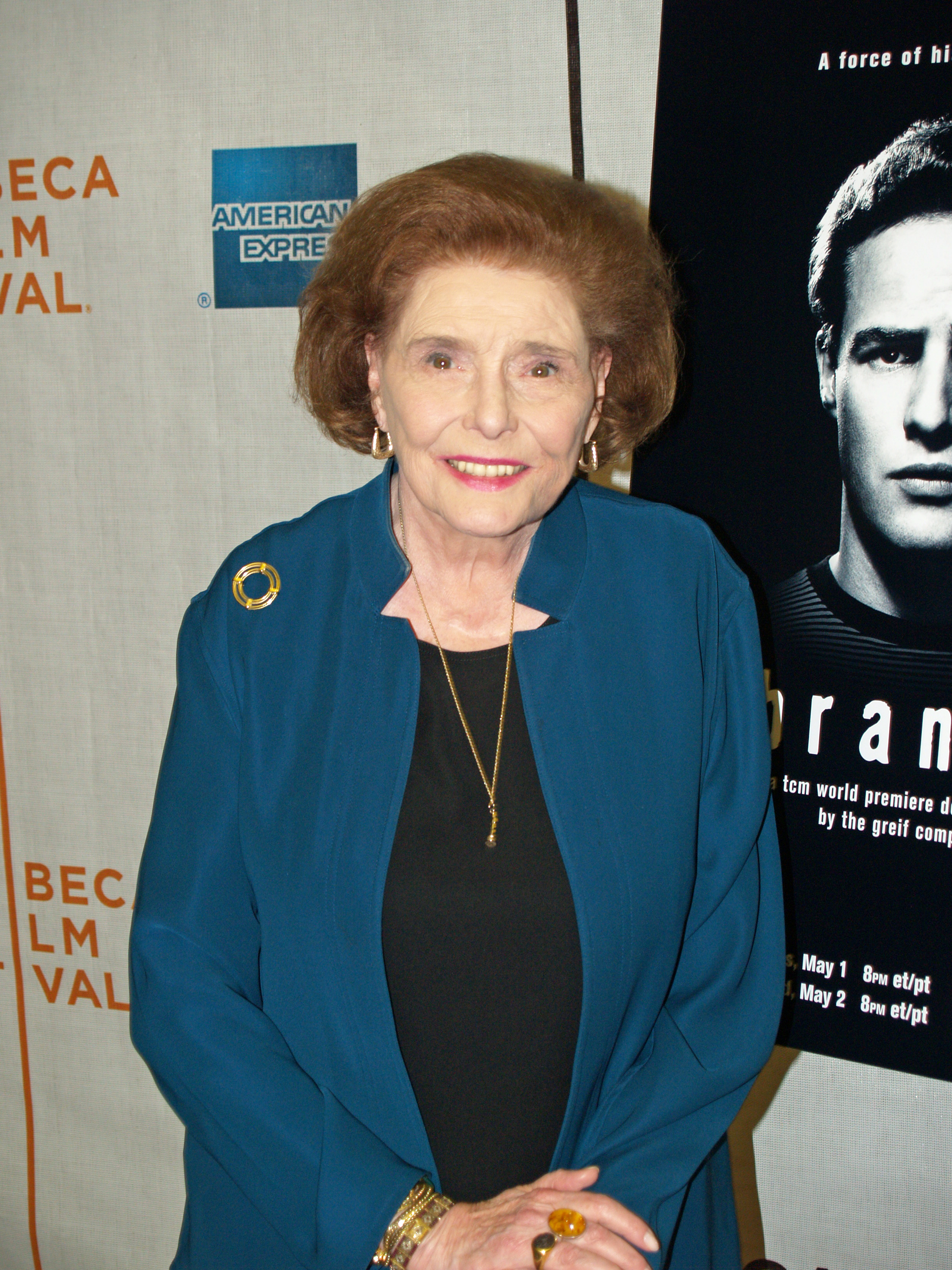
Patricia Neal en 2007.

En 1956 regresa a Broadway como Maggie (reemplazando a Barbara Bel Geddes) en La gata sobre el tejado de zinc de Tennessee Williams dirigida por Elia Kazan, que la convoca para su siguiente película A Face in the Crowd (1957) con Andy Griffith.
En Londres hace De repente el último verano (Suddenly Last Summer) de Tennessee Williams y en Nueva York The Miracle Worker (1959).
En 1961 la actriz apareció en Breakfast at Tiffany's (Desayuno con diamantes) y en 1963 en el clásico del cine Hud. La actriz ganó el premio Óscar por su interpretación en esta película que protagonizó junto a Paul Newman.
En 1960 empezaron las desgracias para la actriz: el 5 de diciembre de ese año, su hijo Theo, de cuatro meses fue gravemente herido en un accidente, por un taxi mientras la niñera de la familia lo paseaba por las calles de Nueva York, y el 17 de noviembre de 1962 su hija Olivia de siete años murió de meningitis, al no cumplir los requisitos para recibir la vacuna contra el sarampión. En febrero de 1965 mientras filmaba Siete mujeres de John Ford estando embarazada, Neal sufrió una serie de infartos cerebrales que la dejaron durante un tiempo incapacitada para hablar y andar. Patricia Neal tuvo que seguir una dura recuperación pero el 4 de agosto dio a luz a su hija Lucy sin ningún problema. 
En 1968 obtuvo una nueva nominación a los Óscar gracias a su papel en Una historia de tres extraños (The Subject Was Roses), y en 1974 participó en una película española, Hay que matar a B. de José Luis Borau, junto a Burgess Meredith y otros actores de varias nacionalidades.
En mayo de 1979, Patricia visitó a la madre Dolores Hart, amiga de María Cooper. Desde entonces mantuvo diversos encuentros con ella, a lo largo de varios días. "Se convirtió más o menos, un día antes de morir", dijo la madre Dolores.
La actriz se mantuvo alejada de la gran pantalla pero realizó algunos pequeños papeles para la televisión y colaboró en diversos documentales. También trabajó para Robert Altman en 1999 en Cookie's Fortune.
Su accidentada existencia fue plasmada en una película para televisión de 1981 con Glenda Jackson y Dirk Bogarde. En 1983 se divorció de su marido, quien poco después se casó con una de las mejores amigas de ella. En 1988 publicó sus memorias: As I Am. El 8 de agosto de 2010 falleció a causa de un cáncer de pulmón a los 84 años, en Edgartown, Martha's Vineyard, Massachusetts, siendo enterrada en la Abadía regina Laudis, según sus deseos.

## Premios y distinciones
Premios Óscar
| Año  | Categoría    | Película                      | Resultado |
| ---- | ------------ | ----------------------------- | --------- |
| 1964 | Mejor actriz | Hud                           | Ganadora  |
| 1969 | Mejor actriz | Una historia de tres extraños | Nominada  |